# Renato Sáinz
Renato Sáinz (1899. december 14. – 1982. december 28.), bolíviai válogatott labdarúgó.
A bolíviai válogatott tagjaként részt vett az 1930-as világbajnokságon és az 1926-os és az 1927-es Dél-amerikai bajnokságon.

## Külső hivatkozások
- Renato Sáinz a FIFA.com honlapján Archiválva 2009. február 18-i dátummal a Wayback Machine-ben